# زبيدة خاتون
زبيدة خاتون (1056 – 1099 م) كانت حفيدة داود شغري بك، زوجة وابنة عم ملك شاه الأول. وكانت والدة السلطان بركياروق.

## السيرة
وُلدت زبيدة للأمير ياقوتي، ابن شاغري بك. تزوجت وتأثرت بابن عمها مالك شاه الأول، وأنجبت له بركياروق في عام 1081 وابنة تدعى جوهر خاتون. وبعد أن أصبح بركياروق سلطانًا سلجوقيًا، تمرد صهر زبيدة تتش الأول. وبعد أن قمع بركياروق التمرد وقتل عمه، أراد أن يأخذ أمه معه، على الرغم من أن وزيره مؤيد الملك عارض ذلك. ونتيجة لذلك عُزل مؤيد الملك وعُين شقيقه فخر الملك وزيرًا. تمرد شقيق بركياروق محمد بن ملكشاه لاحقًا وأعلن نفسه سلطانًا، وأعاد تعيين مؤيد الملك، الذي أسر زبيدة خاتون وقتلها.

## في الثقافة الشعبية
لعبت الممثلة سيزين أكباش أوغولاري دور زبيدة خاتون في الدراما التاريخية التركية نهضة السلاجقة العظماء: حراس العدالة.

## طالع أيضًا
- تركان خاتون (زوجة مالك شاه الأول)